# LaserWriter
A LaserWriter foi uma impressora da Apple com interpretador PostScript, de 1985. Fora uma das primeiras impressoras a laser disponíveis no mercado geral. A LaserWriter foi uma peça chave para a revolução do desktop publishing, aliado a software WYSIWYG como o Adobe PageMaker, que operava no GUI do Apple Macintosh..